# Orobanche pinorum
Orobanche pinorum är en snyltrotsväxtart som beskrevs av Carl Charles Andreas Geyer och William Jackson Hooker. Orobanche pinorum ingår i släktet snyltrötter, och familjen snyltrotsväxter. Inga underarter finns listade i Catalogue of Life.